# Vișagu
Vișagu – wieś w Rumunii, w okręgu Kluż, w gminie Săcuieu. W 2011 roku liczyła 262 mieszkańców.